# Lucius Vettius Paullus
 (juin 2016).
Lucius Vettius Paullus (fl. 81) était un homme politique de l'Empire romain.

## Vie
Il fut consul suffect en mai 81.